# Canton de Vence
Le canton de Vence est une division administrative française, située dans le département des Alpes-Maritimes et la région Provence-Alpes-Côte d'Azur.
À la suite du redécoupage cantonal de 2014, les limites territoriales du canton sont remaniées. Le nombre de communes du canton passe de 3 à 47. Le canton est l'un des deux des Alpes-Maritimes à chevaucher l'arrondissement de Nice et celui de Grasse.

## Représentation

### Conseillers généraux de 1833 à 2015
| Période | Période          | Identité                       | Étiquette    | Qualité |
| ------- | ---------------- | ------------------------------ | ------------ | --- |
| 1833    | 1842             | Jean-Baptiste Calvy            |              | Maire de Vence (1831-1843)                                                                                  |
| 1842    | 1852             | Victor Guérin                  |              | Procureur du Roi à Digne, propriétaire à Vence                                                              |
| 1852    | 1870             | Jean-Baptiste Camille Raybaud  |              | Médecin, maire de La Colle-sur-Loup                                                                         |
| 1870    | 1880 (décès)     | Désiré Féraud                  | Gauche       | Commandant du Génie                                                                                         |
| 1880    | 1881             | Hippolyte Guis                 | Républicain  | Propriétaire, agronome Maire de Cagnes (1874-1907) Elu en 1881 dans le nouveau canton de Cagnes             |
| 1881    | 1905 (décès)     | Alphonse Torreille (1850-1905) | Républicain  | Docteur en médecine à Vence                                                                                 |
| 1905    | 1914 (démission) | Jules Fayssat                  | Républicain  | Conseiller à la Cour des comptes Député (1910-1914)                                                         |
| 1914    | 1919             | Adolphe Isnard                 | Républicain  | Ingénieur des Arts et Manufactures à Nice                                                                   |
| 1919    | 1940             | Humbert Ricolfi                | RG           | Avocat à Nice Député (1919-1932) Sous-secrétaire d'État (1930)                                              |
|         |                  |                                |              | |
| 1943    | 1945             | Henri Eynesi                   |              | Maire de Vence (1941-1944) Nommé conseiller départemental en 1943                                           |
|         |                  |                                |              | |
| 1945    | 1966 (décès)     | Émile Hugues                   | Rad. puis CR | Notaire Député (1946-1958) - Sénateur (1959-1966) Maire de Vence (1945-1959) Ministre (1952-1958)           |
| 1966    | 1976             | Jean Maret                     | CR           | Avocat au barreau de Nice Maire de Vence (1959-1983)                                                        |
| 1976    | 1982             | Jean-Michel Galy               | PS           | Universitaire, Vence                                                                                        |
| 1982    | 1983 (décès)     | Jacques Falcoz                 | RPR          | Médecin Maire de Vence (1983)                                                                               |
| 1983    | 1994             | Bernard Demichelis             | RPR          | Médecin Maire de Vence (1983-1989)                                                                          |
| 1994    | 2008             | Pierre Fouques                 | RPR puis UMP | Avocat à Vence                                                                                              |
| 2008    | 2015             | Anne Sattonnet                 | UDI-PR       | Chargée de mission prévention des risques naturels et technologiques Adjointe au Maire de Vence (2014-2020) |

### Conseillers d'arrondissement (de 1833 à 1940)
Le canton de Vence avait deux conseillers d'arrondissement de 1833 à 1861.
| Période                                  | Période          | Identité                                   | Étiquette | Qualité |
| ---------------------------------------- | ---------------- | ------------------------------------------ | --------- | --- |
| 1833                                     | 1839             | M. Alexandre Joseph Cayron                 |           | Propriétaire, adjoint au maire de Vence                                                                     |
| 1833                                     | 1839             | M. Jean Jacques Guévarre cadet (1778-1861) |           | Propriétaire, ancien maire de Saint-Paul-du-Var                                                             |
| 1839                                     | 1845             | Alexandre Baussy                           |           | Notaire, adjoint au maire de Vence                                                                          |
|                                          |                  |                                            |           | |
| avant 1869                               | 1880             | M. Casimir Timothée Maliver                |           | Juge de paix à Vence                                                                                        |
| 1880                                     | 1892             | M. Fortuné Reillane                        |           | Notaire à Vence                                                                                             |
| 1892                                     |                  | M. Jacques-Jules-Auguste Gastaud           |           | Propriétaire à Saint-Jeannet                                                                                |
|                                          |                  |                                            |           | |
| 1919                                     |                  | M. Joseph Olivier                          |           | Médecin, maire de Saint-Jeannet                                                                             |
|                                          |                  |                                            |           | |
|                                          | 1937 (démission) | Joseph Chabert                             |           | Adjoint au maire de Vence                                                                                   |
| Nov.1937                                 | 1940             | René Veyssi                                | AF-PPF    | Ingénieur agronome, viticulteur exploitant, maire de Saint-Jeannet                                          |
| 1940                                     |                  |                                            |           | Les conseils d'arrondissement ont été suspendus par la loi du 12 octobre 1940 et n'ont jamais été réactivés |
| Les données manquantes sont à compléter. |                  |                                            |           | |

### Conseillers départementaux depuis 2015
| Période élective | Période élective | Mandat | Mandat   | Identité            | Nuance | Nuance | Qualité |
| ---------------- | ---------------- | ------ | -------- | ------------------- | ------ | ------ | --- |
| 2015             | 2021             | 2015   | 2021     | Charles Ange Ginésy |        | LR     | Président du Conseil départemental (depuis 2017) Député de la 2e circonscription des Alpes-Maritimes (2012-2017) Conseiller municipal de Péone Ancien conseiller général du canton de Guillaumes (2003-2015) |
| 2015             | 2021             | 2015   | 2021     | Anne Sattonnet      |        | UDI    | Vice-présidente du Conseil départemental chargée du handicap Adjointe au maire de Vence (2014-2020) |
| 2021             | 2028             | 2021   | en cours | Charles Ange Ginésy |        | LR     | Président du Conseil départemental Conseiller municipal de Péone |
| 2021             | 2028             | 2021   | en cours | Anne Sattonnet      |        | LR     | 2e vice-présidente du Conseil départemental, chargée des risques naturels, de l'aménagement du territoire et du patrimoine départemental                                                                     |

#### Élections de mars 2015
À l'issue du premier tour des élections départementales de 2015, deux binômes sont en ballottage : Charles Ange Ginésy et Anne Sattonnet (Union de la Droite, 37,11 %) et Jean-Pierre Castiglia et Catherine Yot (FN, 27,04 %). Le taux de participation est de 54,29 % (16 151 votants sur 29 747 inscrits) contre 48,55 % au niveau départemental et 50,17 % au niveau national.
Au second tour, Charles Ange Ginésy et Anne Sattonnet (Union de la Droite) sont élus avec 64,35 % des suffrages exprimés et un taux de participation de 53,98 % (9 217 voix pour 16 056 votants et 29 747 inscrits).
Anne Sattonnet, élue en 2015 avec l'étiquette UDI, a rejoint Les Républicains en 2017.

#### Élections de juin 2021
Le premier tour des élections départementales de 2021 est marqué par un très faible taux de participation (33,26 % au niveau national). Dans le canton de Vence, ce taux de participation est de 39,82 % (12 170 votants sur 30 564 inscrits) contre 34,55 % au niveau départemental. À l'issue de ce premier tour, deux binômes sont en ballottage : Charles Ange Ginesy et Anne Sattonnet (Union à droite, 59,71 %) et Iris Biondo et Jean-Pierre Daugreilh (RN, 21,53 %).
Le second tour des élections est marqué une nouvelle fois par une abstention massive équivalente au premier tour. Les taux de participation sont de 34,3 % au niveau national, 37,61 % dans le département et 42,59 % dans le canton de Vence. Charles Ange Ginesy et Anne Sattonnet (Union à droite) sont élus avec 75,99 % des suffrages exprimés (9 281 voix pour 13 020 votants et 30 567 inscrits),,.

## Composition

### Composition avant 2015
Le canton regroupait trois communes.
| Nom               | Code Insee | Codepostal | Superficie (km2) | Population (dernière pop. légale) | Densité (hab./km2) |
| ----------------- | ---------- | ---------- | ---------------- | --------------------------------- | ------------------ |
| Vence (chef-lieu) | 06157      | 06140      | 39,23            | 19 241 (2012)                     | 490                |
| La Gaude          | 06065      | 06610      | 13,10            | 6 695 (2012)                      | 511                |
| Saint-Jeannet     | 06122      | 06640      | 14,58            | 3 887 (2012)                      | 267                |

### Composition depuis 2015
Le nouveau canton de Vence regroupe quarante-sept communes. Il est l'un des deux cantons des Alpes-Maritimes, avec celui de Nice-3, à chevaucher l'arrondissement de Grasse et celui de Nice.
| Nom                           | Code Insee | Intercommunalité           | Superficie (km2) | Population (dernière pop. légale) | Densité (hab./km2) | Modifier                                    |
| ----------------------------- | ---------- | -------------------------- | ---------------- | --------------------------------- | ------------------ | ------------------------------------------- |
| Vence (bureau centralisateur) | 06157      | Métropole Nice Côte d'Azur | 39,23            | 19 856 (2022)                     | 506                | modifier les données · modifier les données |
| Aiglun                        | 06001      | CC Alpes d'Azur            | 15,37            | 99 (2022)                         | 6,4                | modifier les données · modifier les données |
| Ascros                        | 06005      | CC Alpes d'Azur            | 17,74            | 180 (2022)                        | 10                 | modifier les données · modifier les données |
| Auvare                        | 06008      | CC Alpes d'Azur            | 18,27            | 50 (2022)                         | 2,7                | modifier les données · modifier les données |
| Bairols                       | 06009      | Métropole Nice Côte d'Azur | 15,24            | 133 (2022)                        | 8,7                | modifier les données · modifier les données |
| Beuil                         | 06016      | CC Alpes d'Azur            | 75,65            | 553 (2022)                        | 7,3                | modifier les données · modifier les données |
| Bézaudun-les-Alpes            | 06017      | CA Sophia Antipolis        | 21,44            | 260 (2022)                        | 12                 | modifier les données · modifier les données |
| Bonson                        | 06021      | Métropole Nice Côte d'Azur | 6,72             | 728 (2022)                        | 108                | modifier les données · modifier les données |
| Bouyon                        | 06022      | CA Sophia Antipolis        | 12,29            | 550 (2022)                        | 45                 | modifier les données · modifier les données |
| Châteauneuf-d'Entraunes       | 06040      | CC Alpes d'Azur            | 29,91            | 63 (2022)                         | 2,1                | modifier les données · modifier les données |
| Conségudes                    | 06047      | CA Sophia Antipolis        | 12,47            | 99 (2022)                         | 7,9                | modifier les données · modifier les données |
| Coursegoules                  | 06050      | CA Sophia Antipolis        | 40,98            | 545 (2022)                        | 13                 | modifier les données · modifier les données |
| La Croix-sur-Roudoule         | 06051      | CC Alpes d'Azur            | 30,06            | 98 (2022)                         | 3,3                | modifier les données · modifier les données |
| Cuébris                       | 06052      | CC Alpes d'Azur            | 23,10            | 132 (2022)                        | 5,7                | modifier les données · modifier les données |
| Daluis                        | 06053      | CC Alpes d'Azur            | 40,03            | 145 (2022)                        | 3,6                | modifier les données · modifier les données |
| Entraunes                     | 06056      | CC Alpes d'Azur            | 81,45            | 130 (2022)                        | 1,6                | modifier les données · modifier les données |
| Les Ferres                    | 06061      | CA Sophia Antipolis        | 13,70            | 93 (2022)                         | 6,8                | modifier les données · modifier les données |
| Gilette                       | 06066      | Métropole Nice Côte d'Azur | 10,18            | 1 617 (2022)                      | 159                | modifier les données · modifier les données |
| Guillaumes                    | 06071      | CC Alpes d'Azur            | 87,02            | 586 (2022)                        | 6,7                | modifier les données · modifier les données |
| Lieuche                       | 06076      | CC Alpes d'Azur            | 13,40            | 51 (2022)                         | 3,8                | modifier les données · modifier les données |
| Malaussène                    | 06078      | CC Alpes d'Azur            | 19,48            | 327 (2022)                        | 17                 | modifier les données · modifier les données |
| Massoins                      | 06082      | CC Alpes d'Azur            | 12,13            | 127 (2022)                        | 10                 | modifier les données · modifier les données |
| La Penne                      | 06093      | CC Alpes d'Azur            | 18,08            | 256 (2022)                        | 14                 | modifier les données · modifier les données |
| Péone                         | 06094      | CC Alpes d'Azur            | 48,59            | 1 079 (2022)                      | 22                 | modifier les données · modifier les données |
| Pierlas                       | 06096      | CC Alpes d'Azur            | 31,31            | 99 (2022)                         | 3,2                | modifier les données · modifier les données |
| Pierrefeu                     | 06097      | CC Alpes d'Azur            | 22,27            | 339 (2022)                        | 15                 | modifier les données · modifier les données |
| Puget-Rostang                 | 06098      | CC Alpes d'Azur            | 22,46            | 121 (2022)                        | 5,4                | modifier les données · modifier les données |
| Puget-Théniers                | 06099      | CC Alpes d'Azur            | 21,45            | 1 803 (2022)                      | 84                 | modifier les données · modifier les données |
| Revest-les-Roches             | 06100      | CC Alpes d'Azur            | 8,61             | 235 (2022)                        | 27                 | modifier les données · modifier les données |
| Rigaud                        | 06101      | CC Alpes d'Azur            | 32,54            | 167 (2022)                        | 5,1                | modifier les données · modifier les données |
| La Roque-en-Provence          | 06107      | CA Sophia Antipolis        | 23,78            | 66 (2022)                         | 2,8                | modifier les données · modifier les données |
| Roquestéron                   | 06106      | CC Alpes d'Azur            | 6,47             | 557 (2022)                        | 86                 | modifier les données · modifier les données |
| Saint-Antonin                 | 06115      | CC Alpes d'Azur            | 6,44             | 84 (2022)                         | 13                 | modifier les données · modifier les données |
| Saint-Jeannet                 | 06122      | Métropole Nice Côte d'Azur | 14,58            | 4 378 (2022)                      | 300                | modifier les données · modifier les données |
| Saint-Léger                   | 06124      | CC Alpes d'Azur            | 4,61             | 57 (2022)                         | 12                 | modifier les données · modifier les données |
| Saint-Martin-d'Entraunes      | 06125      | CC Alpes d'Azur            | 40,05            | 146 (2022)                        | 3,6                | modifier les données · modifier les données |
| Sallagriffon                  | 06131      | CC Alpes d'Azur            | 9,59             | 47 (2022)                         | 4,9                | modifier les données · modifier les données |
| Sauze                         | 06133      | CC Alpes d'Azur            | 27,77            | 69 (2022)                         | 2,5                | modifier les données · modifier les données |
| Sigale                        | 06135      | CC Alpes d'Azur            | 5,62             | 202 (2022)                        | 36                 | modifier les données · modifier les données |
| Thiéry                        | 06139      | CC Alpes d'Azur            | 22,24            | 100 (2022)                        | 4,5                | modifier les données · modifier les données |
| Toudon                        | 06141      | CC Alpes d'Azur            | 18,56            | 353 (2022)                        | 19                 | modifier les données · modifier les données |
| Touët-sur-Var                 | 06143      | CC Alpes d'Azur            | 14,98            | 743 (2022)                        | 50                 | modifier les données · modifier les données |
| La Tour                       | 06144      | Métropole Nice Côte d'Azur | 36,70            | 540 (2022)                        | 15                 | modifier les données · modifier les données |
| Tourette-du-Château           | 06145      | CC Alpes d'Azur            | 9,74             | 147 (2022)                        | 15                 | modifier les données · modifier les données |
| Tournefort                    | 06146      | Métropole Nice Côte d'Azur | 10,13            | 147 (2022)                        | 15                 | modifier les données · modifier les données |
| Villars-sur-Var               | 06158      | CC Alpes d'Azur            | 25,27            | 783 (2022)                        | 31                 | modifier les données · modifier les données |
| Villeneuve-d'Entraunes        | 06160      | CC Alpes d'Azur            | 28,20            | 87 (2022)                         | 3,1                | modifier les données · modifier les données |
| Canton de Vence               | 0626       |                            | 1 145,90         | 39 027 (2022)                     | 34                 | modifier les données                        |

## Démographie

### Démographie avant 2015
| 1962   | 1968   | 1975   | 1982   | 1990   | 1999   | 2006   | 2011   | 2012   |
| ------ | ------ | ------ | ------ | ------ | ------ | ------ | ------ | ------ |
| 10 025 | 12 472 | 15 537 | 18 652 | 23 469 | 26 746 | 29 173 | 29 779 | 29 823 |

### Démographie depuis 2015
En 2022, le canton comptait 39 027 habitants, en évolution de +5,26 % par rapport à 2016 (Alpes-Maritimes : +2,85 %, France hors Mayotte : +2,11 %).
| 2013   | 2018   | 2022   |
| ------ | ------ | ------ |
| 37 387 | 37 280 | 39 027 |